# Wybory prezydenckie na Cyprze Północnym w 2005 roku
Data: 17 kwietnia 2005 r.

Flaga Tureckiej Republiki Cypru Północnego

Do obsadzenia: urząd Prezydenta państwa na 5-letnią kadencję
Wyniki: frekwencja 69,58%
- Mehmet Ali Talat (Turecka Partia Republikańska - Zjednoczone Siły) 55,6%
- Derviş Eroğlu (Partia Jedności Narodowej) 22,73%
- Mustafa Ş. Arabacioğlu (Partia Demokratyczna) 13,22%
- Nuri Çevikel (Nowa Partia) 4,79%
- Zeki Beşiktepeli 1,72%
- Hüseyin Angolemli (Partia Wyzwolenia Wspólnotowego) 1,05%
- Zehra Cengiz (Cypryjska Partia Socjalistyczna) 0,44%
- Arif Salih Kirdağ 0,3%
- Ayhan Kaymak 0,17%

Nieuznawane przez nikogo poza Turcją państewko po raz pierwszy odnotuje zmianę na stanowisku swojego prezydenta. Z udziału w wyborach zrezygnował bowiem dotychczasowy szef państwa Rauf Denktaş. Wybrano aktualnego premiera Mehmeta Alego Talata (od 2004 r.), który zadeklarował dążenie do zjednoczenia z południową, grecką częścią wyspy i w ten sposób wejście w skład Unii Europejskiej.